# AVM A1-Card

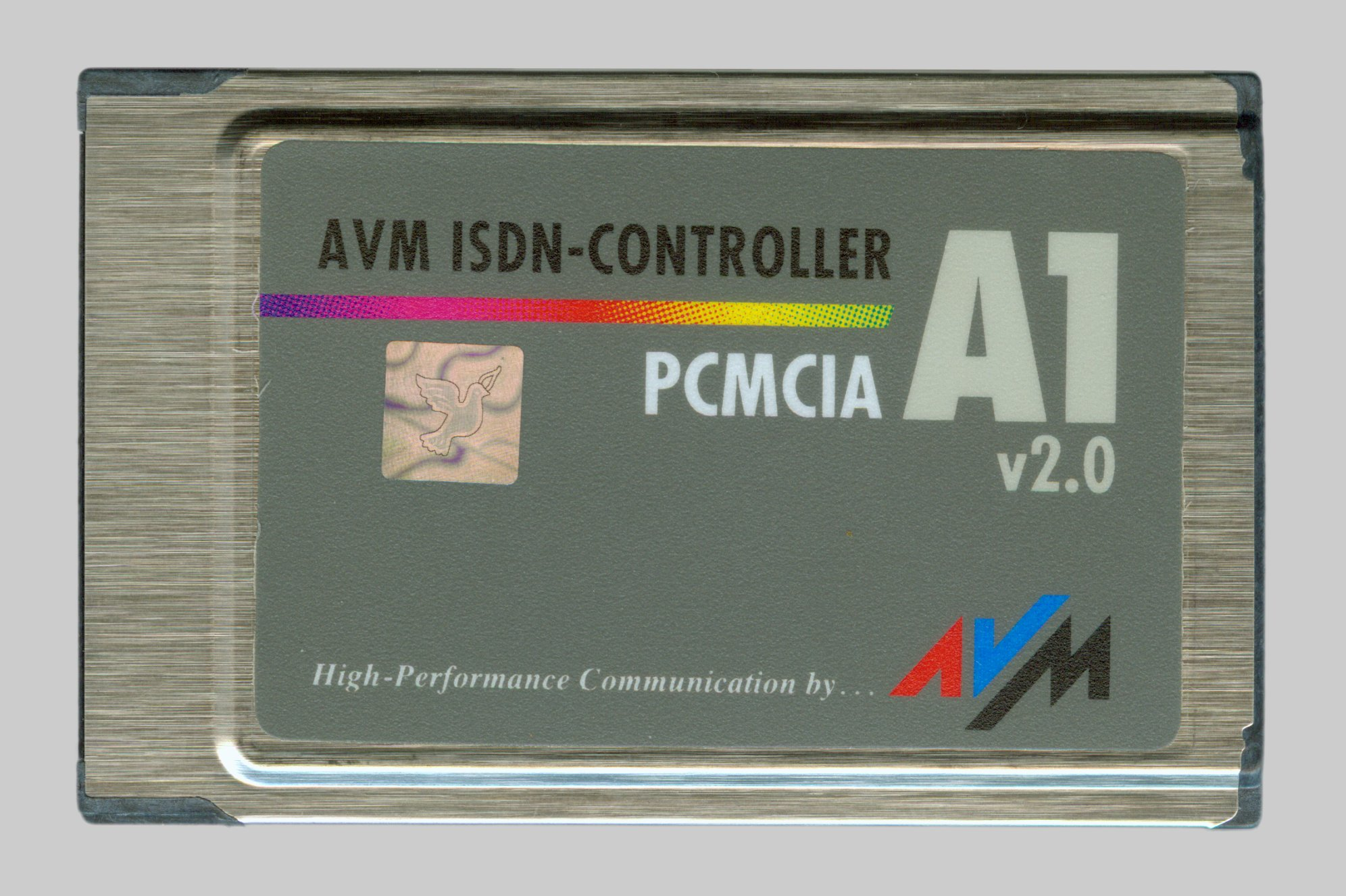
ISDN-Controller A1 in PCMCIA-Ausführung

AVM A1-Card ist der Produktname der Berliner Firma AVM GmbH für eine ISDN-Karte.
Sie ist die Vorläuferkarte der AVM Fritz-Card und wurde nur als ISA- und PCMCIA-Karte gebaut und vertrieben.
Diese Version wurde über das CAPI-Protokoll von den meisten Microsoft-Windows-Betriebssystemen und von vielen Linux-Distributionen unterstützt.
Nach Modifikation des Anschlusskabels (kartenseitig wurde der neunpolige Sub-D-Stecker durch einen RJ45-Stecker ersetzt) und des Chipsatzes wurde die modifizierte Karte als „Consumer“-Variante mitsamt dem Softwarepaket Fritz!, welches bei der A1-Card nicht im Lieferumfang enthalten war, kostengünstiger als Fritz!Card verkauft.
Das erste Modell FRITZ!Card Classic hatte auf der Platine die Aufschrift „AVM ISDN-Controller A1 3.0 FC“.
Einige Zeit wurden beide Karten nebeneinander verkauft, die Fritz!Card als kostengünstige Konsumentenversion und die A1-Card als teurere, passive Profivariante, wobei für anspruchsvolle Serveranwendungen die aktive AVM B1-Card zum Einsatz kommen sollte.
Es gibt auch eine PCMCIA-Version des A1-Controllers, unter dem Produktnamen AVM ISDN-Controller A1 PCMCIA.